# Thomas Larrouquis
Pour les articles homonymes, voir Larrouquis.
Thomas Larrouquis, né le 30 avril 1985 à Villeurbanne, est un joueur français de basket-ball évoluant au poste d'arrière et d'ailier. Il mesure 1,97 mètre. Il est le fils d'Alain Larrouquis, ancien international.
Il évolue depuis la saison 2019-2020 au sein du club des spartiates de Malakoff en NM3 en région parisienne.

## Biographie
Larrouquis est sélectionné en équipe de France des moins de 20 ans en 2005, puis en équipe de France A' en 2006.
Thomas Larrouquis rejoint le Limoges CSP Élite, alors en Pro B, pour la saison 2007-2008.
Le 11 juillet 2008, Larrouquis signe pour deux ans au Cholet Basket, équipe de Pro A.
Le 13 juin 2010, il devient Champion de France avec le club de Cholet. Trois jours plus tard, il quitte ce dernier club pour rejoindre la JA Vichy où il signe un contrat d'un an.
Larrouquis fait partie des joueurs présélectionnés en mai 2010 pour la préparation de l'équipe de France au Championnat du monde de 2010. Il n'est toutefois pas conservé dans l'effectif final.
Vichy étant relégué en Pro B à l'issue de la saison 2010-2011, Larrouquis signe en juin 2011 un contrat de deux ans avec Roanne. Il est blessé pendant de longs mois lors de la saison 2011-2012. Larrouquis quitte Roanne et signe un contrat avec l'ASVEL en octobre 2012 pour remplacer Chace Stanback, une recrue américaine non conservée après la pré-saison.
En juillet 2014, Larrouquis signe un contrat de deux ans avec Saint-Quentin Basket-Ball, club de seconde division.

## Palmarès
- Champion de France avec Cholet Basket en 2010
- Finaliste de l'EuroChallenge avec Cholet Basket : 2009
- Champion d'Île-de-France avec USM Malakoff en 2022